# Redditi esenti
I redditi esenti sono quei redditi per i quali il contribuente non è tenuto al pagamento dell'imposta sulle persone fisiche (in Italia, l'IRPEF). Non vanno confusi con i redditi per i quali non è necessaria la dichiarazione.
Nel diritto tributario italiano sono esenti , in linea di massima, le pensioni di guerra, quelle collegate a menomazioni subite durante il servizio militare di leva, le pensioni e le indennità per invalidi civili, le pensioni sociali e i sussidi per persone affette dalla malattia di Hansen.